# Der Tod fürs Vaterland

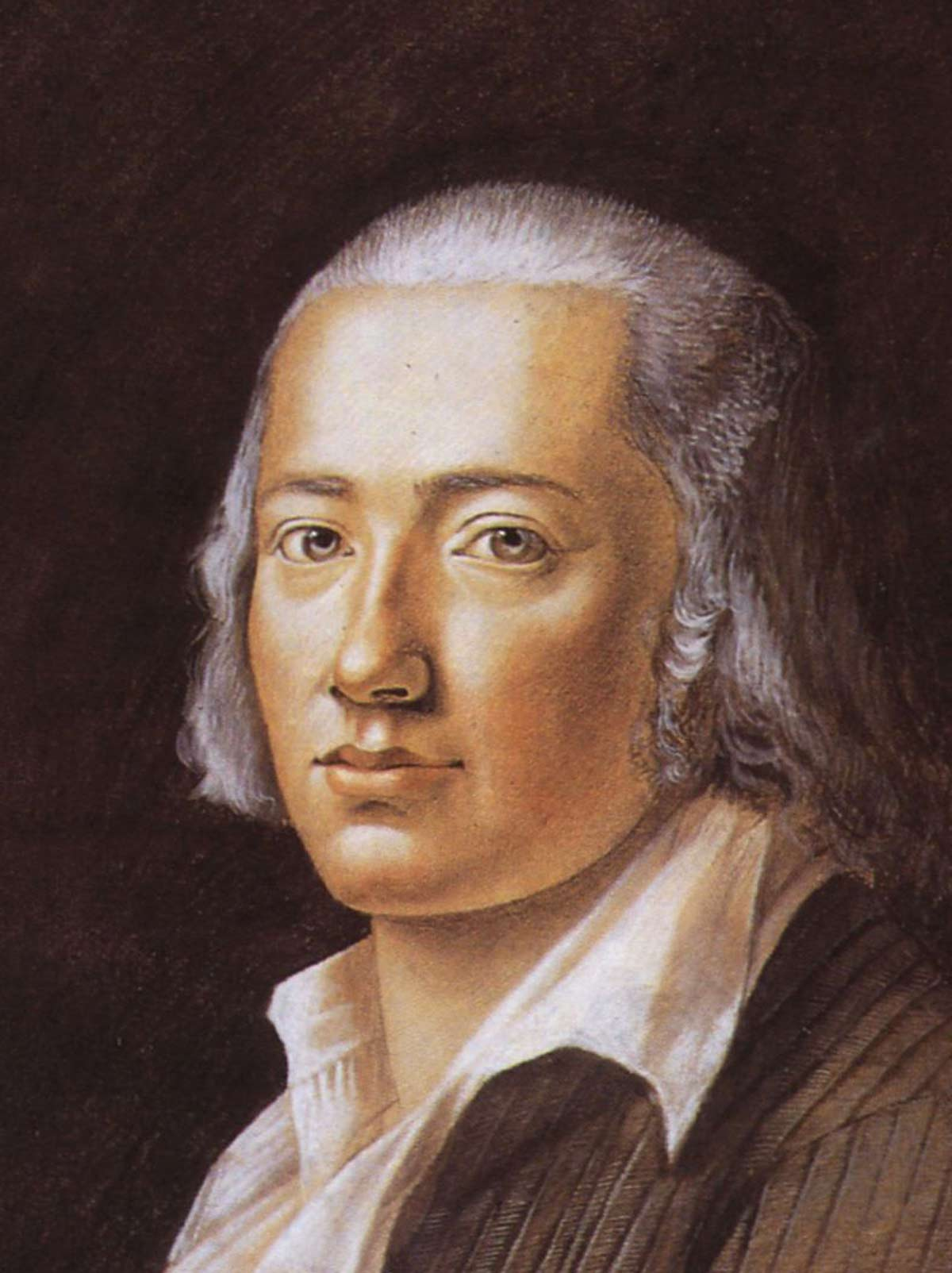
Friedrich Hölderlin, Pastell von Franz Karl Hiemer, 1792

Der Tod fürs Vaterland ist der Titel einer Ode von Friedrich Hölderlin, die Christian Ludwig Neuffer 1800 mit weiteren Gedichten in seinem Taschenbuch für Frauenzimmer von Bildung herausgab. Sie umfasst sechs Strophen und hat alkäisches Versmaß.
Die Verse zeigen den Einfluss der Französischen Revolution auf sein Denken und seine politische Dichtung.
Das Werk hatte eine unheilvolle Wirkungsgeschichte und gehörte neben dem Gesang des Deutschen zu den meistzitierten Gedichten Hölderlins während der Zeit des Nationalsozialismus.

## Inhalt
Die sechs Strophen lauten:
Du kömmst, o Schlacht! schon wogen die Jünglinge

Hinab von ihren Hügeln, hinab ins Tal,

Wo keck herauf die Würger dringen,

Sicher der Kunst und des Arms, doch sichrer

Kömmt über sie die Seele der Jünglinge,

Denn die Gerechten schlagen, wie Zauberer,

Und ihre Vaterlandsgesänge

Lähmen die Kniee den Ehrelosen.

O nehmt mich, nehmt mich mit in die Reihen auf,

Damit ich einst nicht sterbe gemeinen Tods!

Umsonst zu sterben, lieb ich nicht, doch

Lieb ich, zu fallen am Opferhügel

Fürs Vaterland, zu bluten des Herzens Blut

Fürs Vaterland – und bald ists geschehn! Zu euch,

Ihr Teuern! komm ich, die mich leben

Lehrten und sterben, zu euch hinunter!

Wie oft im Lichte dürstet' ich euch zu sehn,

Ihr Helden und ihr Dichter aus alter Zeit!

Nun grüßt ihr freundlich den geringen

Fremdling, und brüderlich ists hier unten;

Und Siegesboten kommen herab: Die Schlacht

Ist unser! Lebe droben, o Vaterland,

Und zähle nicht die Toten! Dir ist,

Liebes! nicht Einer zu viel gefallen.

## Hintergrund
In der zweiten Juli-Hälfte 1799 sandte Hölderlin das Werk zusammen mit Der Zeitgeist, Die Launischen und Diotima an Neuffer, der diese Gedichte und die Idylle Emilie vor ihrem Brauttag in sein Taschenbuch aufnahm.
Revolutionäre Hoffnungen bilden den historischen Hintergrund der Verse, Überlegungen, die nach dem Einmarsch französischer Truppen 1796 in Süddeutschland aufkamen und während des Reformlandtags neue Nahrung erhielten.
Um die nationalistische Interpretation des Werkes einschätzen zu können, ist ein Blick auf seinen ersten Entwurf hilfreich, der noch mit Die Schlacht betitelt war:
O Schlacht fürs Vaterland,

Flammendes blutendes Morgenrot

Des Deutschen, der, wie die Sonn, erwacht

Der nun nimmer zögert, der nun

Länger das Kind nicht ist

Denn die sich Väter ihm nannten,

Diebe sind sie,

Die den Deutschen das Kind

Aus der Wiege gestohlen

Und das fromme Herz des Kindes betrogen,

Wie ein zahmes Tier, zum Dienste gebraucht.
Hölderlin spielte hier auf die fürstlichen Landesväter an und nahm eine aufklärerische, später revolutionär radikalisierte Kritik gegen die Begrifflichkeit auf, ein Ansatz, der bis John Locke zurückreichte und sich über Rousseau, Immanuel Kant bis Georg Forster entfaltete. Für sie wurden derlei Ausdrücke missbraucht, um Despotismus zu verschleiern und die Unmündigkeit der Untertanen aufrechtzuerhalten.
Dieser Hintergrund verdeutlicht, dass Hölderlin einen anderen Vaterlandsbegriff zugrunde legt als den bloß national oder territorial verwendeten. Er stellte sich ein von Menschenrechten bestimmtes Gemeinwesen vor, das durch den Befreiungskampf gegen Tyrannen im eigenen Land zu erringen und von den Wertvorstellungen der Französischen Revolution bestimmt war.
Bereits 1792 hatte er seiner Schwester geschrieben, er „bete für die Franzosen, die Verfechter der menschlichen Rechte.“
Als die häufig viel schlechter ausgerüstete Armee unter General Napoleon Siege gegen die Heere der Fürsten erringen konnte, hoffte er, dass sich diese Werte auch in Schwaben durchsetzen würden.
So lässt auch die endgültige Fassung der Ode Hölderlins Hoffnung auf einen revolutionären Befreiungskampf erkennen: In den ersten beiden Strophen stellt er den idealistisch gesinnten Jünglingen mit den Würgern die Truppen des Fürsten entgegen, die zwar besser ausgerüstet, letztlich aber nicht motiviert schienen, ein Impuls, der für Hölderlin große Bedeutung hatte.
Mit den „Vaterlandsgesängen“ spielte er auf die Marseillaise an, deren in zeitgenössischer Literatur hervorgehobene Wirkung er durch die Worte „Lähmen die Kniee der Ehrlosen“ zusätzlich verdeutlichte.
Das Werk zeigt zudem eine pietistische Färbung, die vom Ideal des Märtyrers und Opfergedankens bestimmt ist.

## Rezeption während der Zeit des Nationalsozialismus
Neben vielen anderen Dichtern, deren Werk ideologisch vereinnahmt und propagandistisch missbraucht wurde – Joseph von Eichendorff etwa, Detlev von Liliencron und Theodor Storm – lässt sich gerade am Beispiel Hölderlin eine Rezeption zeigen, die sich durch unterschiedliche Aspekte auszeichnet und zudem noch auf mehreren kulturellen Ebenen angesiedelt ist.
So konnte Der Tod fürs Vaterland neben dem Gesang des Deutschen einerseits als Aufruf zur tapferen Bewährung an der Ostfront, aber auch als Appell an das andere Deutschland im Exil interpretiert werden. Die Vielfalt der Lesarten wurde durch den Tod Norbert von Hellingraths in der Schlacht um Verdun begünstigt, jenes Altphilologen und Hölderlin-Entdeckers, der zum George-Kreis gehörte, für den der Dichter wiederum große Bedeutung hatte.
Die Stilisierung Hölderlins zum Seher und die Verklärung und Ästhetisierung von Kampf und Tod trugen ein Übriges dazu bei, in den letzten Jahren des Regimes einen Raum für Allmachtsphantasien zu eröffnen.
Nach dem gescheiterten Afrikafeldzug und der Niederlage von Stalingrad konnten Todes- und Verlusterfahrungen mythisch überhöht werden, sei es durch das Pathos der Texte oder die auf Hellingrath zurückgehende Figur des Dichter-Führers. So gab Friedrich Beißner eine Feldauswahl heraus, die vor Weihnachten mit einer Auflage von 100.000 Exemplaren an die Ostfront geschickt wurde.
Im Propagandafilm Stukas von 1941 zitiert gegen Schluss nach dem Tod eines der deutschen Piloten die von O. E. Hasse dargestellte Figur des Doktors einen Ausschnitt aus dem Gedicht.